# کاستلدلچی
کاستلدلچی (به ایتالیایی: Casteldelci) یک کومونه در ایتالیا است که در استان ریمینی واقع شده‌است.

## خصوصیات
کاستلدلچی ۴۹٫۱ کیلومترمربع مساحت و ۴۹۰ نفر جمعیت دارد و ۶۳۲ متر بالاتر از سطح دریا واقع شده‌است.